# Crocidura ludia
Crocidura ludia es una especie de musaraña de la familia de los soricidae.

## Distribución geográfica
Vive en el Camerún, en la República Centroafricana y en la República del Congo.